# The Sorrowjoy
The Sorrowjoy is een album van gedichten geschreven door Heather Nova en is uitgebracht in maart 2006. Het album was alleen verkrijgbaar tijdens de Intimate Evening tour en van de door fans beheerde websites, heathernova.net en heathernova.de, en via de officiële website heathernova.com.
Heather Nova leest 44 van de 45 gedichten van haar boek met dezelfde naam (ISBN 0-9542115-0-2), met begeleidende sfeermuziek die gemaakt is door Felix Tod. Het enige gedicht van het boek dat niet opgenomen is op de cd is "The Wonder Is Returning".
Sommige muziekstukken bevatten eenvoudige geluiden, zoals het geluid van de wind tijdens het gedicht "Soon Alaska". Andere muziek is Heather Nova's eigen muziek, zoals de muziek van "Sugar", die kan worden beluisterd op "Six Years Behind". Het is onbekend waar de meeste muziek vandaan komt, waarschijnlijk zijn het originele composities van Felix Tod.

## Nummers op de cd
1. "The Singing State" – 1:19
2. "The Bad Blood and the Rose" – 1:09
3. "The Homeopath" – 1:30
4. "Looking for Home" – 0:54
5. "The Poison" – 1:05
6. "Ode to My Grandparents" – 2:28
7. "You Moved Like an Animal" – 1:14
8. "Sucking Out the Sting" – 1:25
9. "Six Years Behind" – 0:47
10. "Please Please You" – 0:58
11. "Real Is My Only Real Friend" – 0:31
12. "Murmur" – 0:41
13. "Winged Messenger" – 0:57
14. "Prescription of Dreams" – 1:13
15. "Rain in the Tropics" – 0:50
16. "Respect for the Dead" – 1:24
17. "At Sea" – 2:08
18. "A Simple Grace" – 0:52
19. "Like Spiders" – 0:50
20. "The Girl" – 0:51
21. "The Bridge" – 1:05
22. "Into the Pink" – 1:22
23. "My Body Will Not Be Fooled" – 1:15
24. "This Is the Colour of You" – 0:35
25. "The Abandon" – 1:18
26. "In Your Hands I'd Be a Planet" – 0:35
27. "Soon Alaska" – 0:42
28. "Cracking the Code" – 1:12
29. "Firefly Dreams" – 1:00
30. "The Amber" – 0:50
31. "Joy" – 1:26
32. "Nothing in Between" – 1:02
33. "Digital" – 1:32
34. "The Wave" – 1:27
35. "The Bowerbird" – 1:07
36. "Blue Eyed Lion" – 1:06
37. "Though I Am Not Known Here" – 0:47
38. "I Cannot Say Yes" – 0:50
39. "Moods" – 0:24
40. "I Can Smell the Rain Coming" – 0:41
41. "Paradise Is Harder to Digest Alone" – 1:01
42. "Loss and Passion" – 0:29
43. "My Father" – 0:56
44. "Eastern Blue Cut" – 0:52